# IC 1728
IC 1728 ist eine Balken-Spiralgalaxie vom Hubble-Typ SBbc im Sternbild Fornax am Südsternhimmel. Sie ist schätzungsweise 384 Millionen Lichtjahre von der Milchstraße entfernt und hat einen Durchmesser von etwa 150.000 Lichtjahren. 

Im selben Himmelsareal befinden sich u. a. die Galaxien IC 1734 und IC 1739.
Das Objekt wurde im Jahr 1899 von DeLisle Stewart entdeckt.